# Hestia Giustiniani
La Hestia Giustiniani è una scultura in marmo finemente eseguita, probabile copia romana di età adrianea di un originale in bronzo databile al 470-460 a.C., ora conservata nella collezione Torlonia a Roma, e così ribattezzata dal nome del suo primo proprietario, il banchiere Vincenzo Giustiniani e che costituisce l'unico esempio di replica in marmo a figura intera di un bronzo di età classica eseguita per una collezione romana, il che testimonia come il gusto artistico romano privilegiava la corrente barocca ellenistica.
A. Giuliano ha proposto la paternità dell'opera a Calamide, autore dell'Afrodite Sosandra, con la quale il marmo sembra gareggiare nella connotazione austera del volto incorniciato da ciocche compatte e solide ammantate da un velo fluente che le conferisce un'espressività intensa e nel panneggio volumetrico che avvolge il corpo senza smorzarne il vigore ma al contrario delineandone le forme. Altri hanno tentato di ricondurre l'originale alla mano di un artista argivo (Hageladas?), di sicuro al corrente dei più recenti progressi della plastica attica. Il marmo, che ha decretato una svolta nell'evoluzione della figura muliebre in piedi nella scultura greca, è stato per convenzione identificato con Estia su impulso delle indagini antiquarie sei-settecentesche, forse da circoscrivere all'ambiente erudito attorno a cui gravitava Cassiano dal Pozzo. È infatti un disegno sul fol. 29 del IX album del suo catalogo noto come Museo Cartaceo la prima documentazione dell'iconografia di questo esemplare, che verrà poi illustrato in un'incisione alla tav. XVII del primo volume nell'inventario della Galleria Giustiniani, eseguito tra il 1635 e il 1636, e sarà in seguito menzionato per la prima volta nel manuale della collezione nel 1638 come "vergine vestale vestita, di marmo greco tutta antica alta palmi 9". La statua di Hestia venne venduta dagli eredi dei Giustiniani alla famiglia Torlonia nel diciannovesimo secolo ed eretta nel palazzo alla Lungara dove venne descritta da Ennio Quirino Visconti; sarà poi rimossa dopo la seconda guerra mondiale e collocata nella Villa Albani ed ancora rimossa negli anni novanta per essere installata nel cortile di Palazzo Torlonia in via della Conciliazione.
Winckelmann ha citato il calco come esemplare della prima fase austera della scultura greca.